# Покровский, Василий Иванович
Васи́лий Ива́нович Покро́вский (1838/1839—1915) — русский земский статистик, экономист, редактор. Член-корреспондент Петербургской академии наук (1902).

## Биография
Родился 21 декабря 1838 (2 января 1839) года в Ржевском уезде Тверской губернии, в семье священника.
Учился в Тверской гимназии (вып. 1855) и на историко-филологическом факультете Московского университета, который окончил кандидатом в 1859 году. Был преподавателем истории в Москве: в 1-м московском кадетском корпусе, затем во 2-й московской женской гимназии.
В 1866 году был арестован в связи с делом о покушении 4 апреля 1866 года. Был освобождён 20 февраля 1867 года и выслан «за принадлежность к тайному обществу» к отцу — в Осташков, под надзор полиции. В ноябре 1869 года получил разрешение поступить на гражданскую службу в Ржевский окружной суд. От полицейского надзора был освобождён в апреле 1871 года. В 1871 году был приглашён тверским губернским земством заведующим статистическими работами; таким образом, В. И. Покровский вместе с Н. Н. Романовым был одним из первых по времени земских статистиков в России.
Литературную деятельность Покровский начал в 1859 году, в «Московских ведомостях». В 1868—1873 годах он поместил ряд статей в «Отечественных записках», наиболее крупные из которых: «Из истории последнего пятидесятилетия», «Очерк статистики народов и государств», «Личность и общество» (первое на русском языке подробное изложение сочинения английского философа и экономиста Джона Стюарта Милля «О свободе»).
Как земский статистик и тверской гласный, Покровский принимал участие во всех лучших начинаниях Тверского губернского земства; много лет был секретарём местного губернского статистического комитета. Труды В. И. Покровского по изучению Тверского края составляют более двадцати томов, из которых более половины — его единоличная работа.
Василий Иванович Покровский один из первых принял экспедиционный способ исследования, но до 1883 года его работы носили скорее характер анкет, причём обследованию подвергались в отдельных местностях как самое население, так и земля (землевладение, стоимость земельных угодий и пр.); в первом случае Покровский, как правило, применял способ подворного описания. К сплошному описанию губернии Покровский приступил в 1883 году; оно было окончено под его руководством в 1889 году. Исследование Тверской губернии (по крайней мере, большинства уездов) отличается от других земско-статистических работ подробностью сплошного описания как территории, так и экономического положения населения и частновладельческих хозяйств.
Покровским и его сотрудниками по тверским работам (в числе которых был, в частности, Д. И. Рихтер) впервые был произведён сплошной учёт землевладения.
В 1878—1881 годах Покровский был фактическим редактором выходившей в городе Твери еженедельной газеты «Тверского вестника».
В 1893 году он занял должность управляющего статистическим отделением Санкт-Петербурга. Через год им был издан «Статистический очерк С.-Петербурга; Планы города и театров» (СПб.: тип. А. С. Суворина, 1894).
С 1895 года Покровский занимал должность статистика департамента таможенных сборов министерства финансов Российской империи. Кроме редактирования издаваемых департаментом ежемесячных и годичных «Обзоров внешней торговли», он издал книгу «К вопросу об устойчивости активного баланса русской внешней торговли» и составил «Краткий очерк внешней торговли и таможенных доходов России» (СПб.: тип. В. Ф. Киршбаума, 1895).
Принимал участие в коллективном труде, изданном под редакцией профессоров А. И. Чупрова и А. С. Посникова: «Влияние урожаев и хлебных цен на некоторые стороны русского народного хозяйства» (СПб., 1897), поместив в нём статью «Влияние колебаний урожая и хлебных цен на естественное движение населения». Им был написан ряд статей для Специально для «Энциклопедического словаря Брокгауза и Ефрона».
С 1891 года В. И. Покровский состоял председателем статистической комиссии при Императорском вольном экономическом обществе.
Последним крупным делом, которым Василий Иванович Покровский занимался уже в весьма преклонном возрасте, было руководство переписью начальных школ 1911 года, итоги которой были опубликованы под названием «Однодневная перепись начальных школ в империи, произведённая 18 января 1911 года».
Умер 9 (22) сентября 1915 года в Санкт-Петербурге.
Также В. И. Покровским были изданы:
- О ценности и доходности земель Весьегонского уезда. 2-е изд. — Тверь, 1876;
- Генеральное соображение по Тверской губернии, извлеченное из подробного топографического и камерального по городам и уездам описания 1783—1784 г. — Тверь: Твер. губ. зем. управа, 1873[4];
- Историко-статистическое описание Тверской губернии. — Т. 1, 1880; Т. II, вып. 1, 1880;
- Историко-статистическое описание города Осташкова. — Тверь: тип. Губ. зем. управы, 1880.
- Материалы для оценки земельных угодий Тверской губернии. — 2-е изд. — 1892.